# Kazimierz (gromada w powiecie szczecineckim)
Kazimierz – dawna gromada, czyli najmniejsza jednostka podziału terytorialnego Polskiej Rzeczypospolitej Ludowej w latach 1954–1972.
Gromady, z gromadzkimi radami narodowymi (GRN) jako organami władzy najniższego stopnia na wsi, funkcjonowały od reformy reorganizującej administrację wiejską przeprowadzonej jesienią 1954 do momentu ich zniesienia z dniem 1 stycznia 1973, tym samym wypierając organizację gminną w latach 1954–1972.
Gromadę Kazimierz z siedzibą GRN w Kazimierzu utworzono – jako jedną z 8759 gromad na obszarze Polski – w powiecie szczecineckim w woj. koszalińskim na mocy uchwały nr 43/54 WRN w Koszalinie z dnia 5 października 1954. W skład jednostki weszły obszary dotychczasowych gromad Kazimierz, Drężno, Stepień i Biskupice ze zniesionej gminy Spore w tymże powiecie. Dla gromady ustalono 9 członków gromadzkiej rady narodowej.
1 stycznia 1958 z gromady Kazimierz wyłączono: a) wieś Stępień, włączając ją do gromady Drzonowo oraz a) wieś Drężno, włączając ją do gromady Wierzchowo w powiecie szczecineckim, po czym gromadę Kazimierz włączono do powiatu miasteckiego w tymże województwie, gdzie równocześnie została zniesiona, a jej (pozostały) obszar włączony do gromady Biały Bór w powiecie miasteckim.